# Coleções Antiprincesas e Anti-heróis
A Coleção Antiprincesas (em castelhano:  Colección antiprincesas) e a Coleção Anti-heróis (em castelhano:  Colección antihéroes) são livros argentinos de biografias ilustradas escritos por Nadia Fink e com ilustrações de Pitu Saá. Publicadas pela primeira vez em 2015, as coletâneas abrangem as vidas de artistas e líderes das Américas do Sul e Central. Nadia procurou criar livros infantis que abordassem e desconstruíssem estereótipos de gênero, em oposição às narrativas apresentadas nos contos de fadas tradicionais. As obras são publicadas em espanhol pela Chirimbote, uma editora independente fundada por Nadia Fink, Pitu Saá e Martín Azcurra.
Os trabalhos da coleção foram bem recebidos graças a suas representações dos personagens históricos, suas ilustrações e seus esforços para enfraquecer os papéis de gênero estabelecidos. Alguns volumes foram traduzidos para outras línguas, incluindo português e inglês. Nadia e Pitu desenvolveram uma terceira coleção complementar, a Liga das Antiprincesas (em castelhano:  Liga de antiprincesas), que retrata figuras históricas se valendo da viagem no tempo para ajudar umas às outras. Até 2020, 11 títulos das Antiprincesas, seis dos Anti-Heróis e quatro da Liga haviam sido lançados.

## Formato e conteúdo
Os livros das coleções são biografias ilustradas de artistas e líderes sul e centro-americanos. Eles procuram especificamente recontar as histórias de personalidades que mudaram aspectos da sociedade, mas não por meio da força ou da dominação. Cada volume tende a ter cerca de 26 páginas e fornece definições no estilo de “hyperlink" (uma característica elaborada pelo designer de livros Martín Azcurra) de termos desafiadores do texto, como "ditadura", "surrealismo", "tirania" e "revolução". Eles terminam com um breve conjunto de atividades e jogos, encorajando os leitores a reagir e a criar arte inspirados pelos temas dos livros. Um animal antropomorfizado ou um item da vida da figura central de cada obra acompanha o leitor, fazendo perguntas a fim de conjugar os diferentes elementos das biografias.
Visualmente, os livros combinam as ilustrações de Pitu Saá com reproduções de fotografias e, quando apropriado, obras de arte visuais dos personagens. Nem todas as ilustrações são reproduções diretas; algumas foram recriadas por Pitu Saá em um estilo coerente com as outras imagens das obras.
Diversos trabalhos convergentes publicados como a Liga das Antiprincesas acompanham as protagonistas dos livros anteriores das Antiprincesas usando uma poção de viagem no tempo para unir forças e, por exemplo, lutar juntas em batalhas históricas.

## Escrita

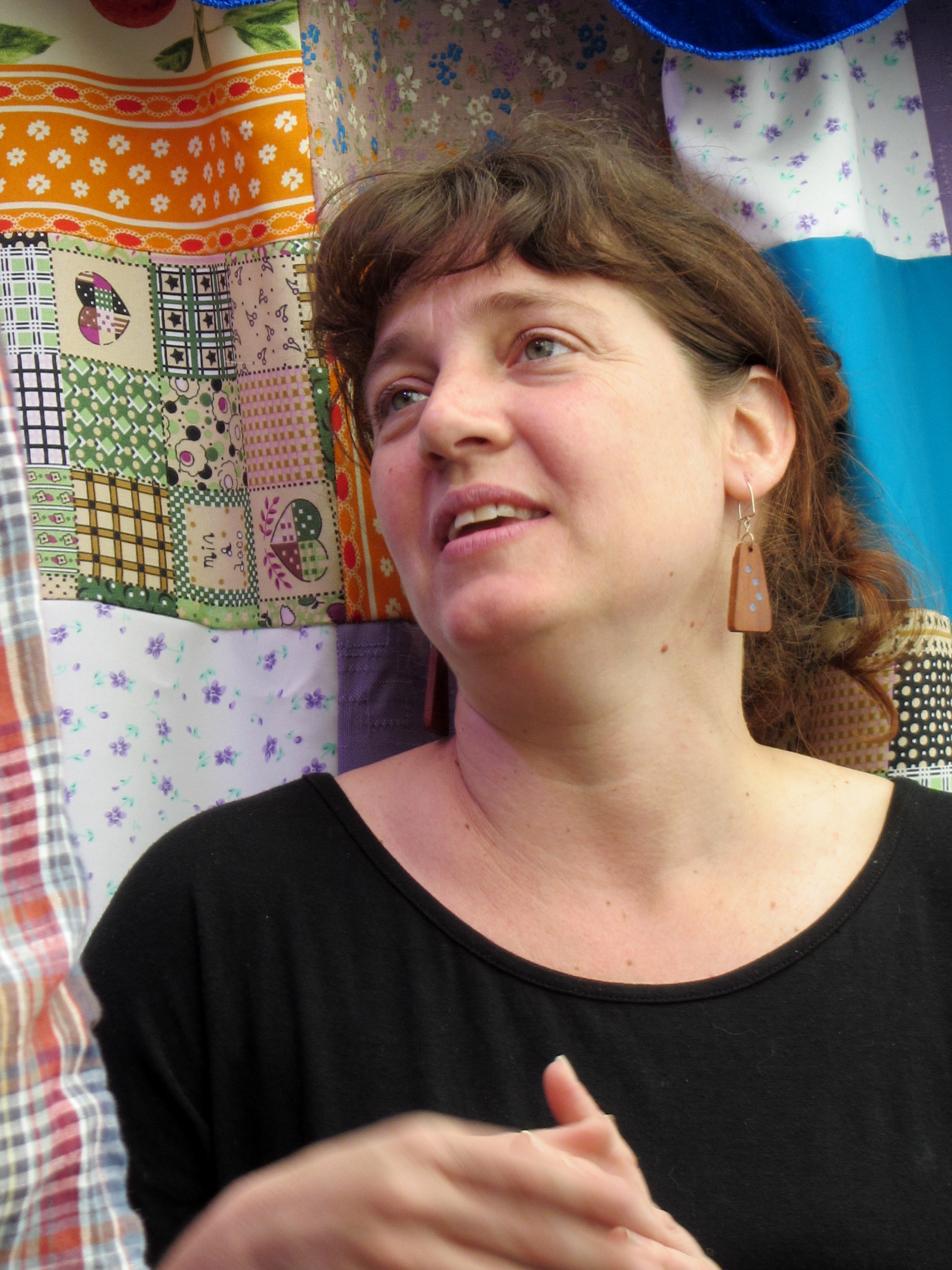
Nadia Fink escreveu todos os livros das coleções

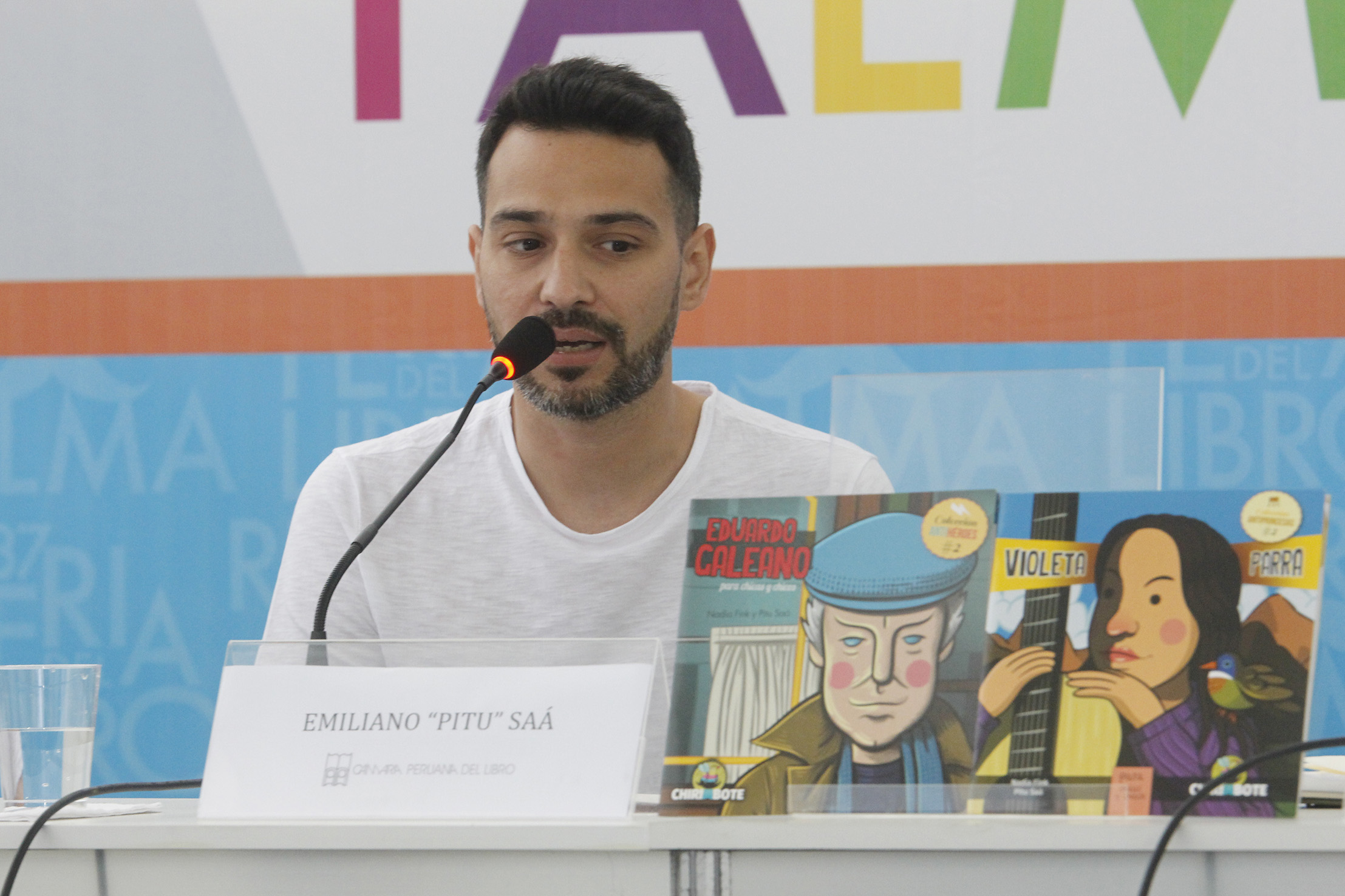
Pitu Saá ilustrou todos os livros das coleções

Nadia Fink, argentina e redatora da revista Sudestada, foi compelida a começar a escrever a Coleção Antiprincesas para contrapor o que ela percebia como a representação injusta das mulheres nas obras infantis. Ela aceitou um trabalho na Sudestada que a permitiu passar o tempo pesquisando sobre a artista mexicana Frida Kahlo e sobre a compositora chilena Violeta Parra, que viriam a ser respectivamente os temas do primeiro e segundo volumes da série.
Seu interesse estava especificamente em figuras que "ousaram romper com os moldes de seu próprio contexto social". Ela disse que desejava criar obras que se opusessem diretamente às princesas da Disney e às bonecas Barbie, personagens populares com as quais as meninas comumente fantasiam. Para a autora, as narrativas tradicionais de princesas "transmitem a ideia de que a imobilidade protege contra situações difíceis". Assim, ela procurou elaborar obras que subvertessem a narrativa da donzela em perigo e que privilegiassem os trabalhos das personalidades retratadas em relação a suas vidas amorosas. Os livros reagem às figuras de linguagem comuns em contos de fadas, como, por exemplo, a edição sobre Violeta Parra, que explica que quando ela não tinha as roupas da moda necessárias para se apresentar, nenhuma fada madrinha apareceu para ajudá-la e, em vez disso, sua mãe costurou uma saia com o pano de uma cortina.
Nadia descreveu o desejo de não "subestimar as crianças" com as coleções. Enquanto os trabalhos mencionam intencionalmente alguns elementos de maturidade das vidas de seus personagens (como Frida Kahlo ter relacionamentos com homens e mulheres além de seu cônjuge ou como o primeiro marido de Violeta Parra a ter deixado por ela não concordar em ser dona de casa), eles não abordam outros fatos relevantes, como o suicídio de Violeta Parra. A autora buscou tratar as biografias das pessoas que ela incluiu nas coleções de uma maneira que refletisse as dificuldades que elas encararam durante suas existências. No entanto, ao publicar o primeiro livro da série em 2015, ela julgou que as vidas de certas personalidades que ela estava considerando para a coleção, como as poetisas Alejandra Pizarnik e Alfonsina Storni, eram "trágicas demais" para seus próprios livros (ainda assim, mais tarde ela lançou um volume sobre Alfonsina Storni).
A Coleção Anti-heróis, que Nadia esclareceu não ser sobre anti-heróis, mas, em vez disso, sobre "antisuper-heróis", começa com um livro sobre o romancista argentino Julio Cortázar. Quando questionada sobre o motivo de não ter optado por uma coleção Antipríncipes, em consonância com a Coleção Antiprincesas, ela declarou sentir que os príncipes não ocupam a imaginação das crianças da mesma forma que as princesas, enquanto que os "estereótipos masculinos podem ser desenvolvidos na posição dos super-heróis, aqueles que possuem a força, o superpoder, que são depreciados e ignorados até que todos descubram que eles são gênios que podem salvar o mundo. Esses homens, anti-heróis, têm superpoderes, mas no caso de Julio Cortázar, o superpoder que conta é o da palavra".

## Publicação
As coleções foram publicadas em espanhol pela editora independente de livros infantis Chirimbote, fundada em Buenos Aires por Nadia Fink, Pitu Saá, e Martín Azcurra. Os trabalhos iniciais foram publicados em colaboração com a revista Sudestada, embora em meados de 2016 a Chirimbote tenha se tornado a única editora. O primeiro livro, Frida Kahlo para meninas e meninos (em castelhano:  Frida Kahlo para chicas y chicos), foi lançado na Argentina em junho de 2015. As obras são aconselhadas para crianças entre seis e 12 anos.
Em 2017, as coleções começaram a ser traduzidas para o português e distribuídas no Brasil pela editora Sur. A tradução para o inglês foi realizada por Barbara Megen Alvarado e Jesús Alvarado e a publicação nos Estados Unidos feita pela Books del Sur. A Chirimbote também lançou audiobooks em espanhol de alguns dos títulos, narrados por Mora Seoane.

## Recepção
As Coleções Antiprincesas e Anti-heróis receberam elogios pela representação dos seus personagens históricos, por seus esforços para enfraquecer papéis de gênero estabelecidos e por suas ilustrações. As pesquisadoras Juliana Petermann e Desireè Ribas Fumagalli foram a favor da escolha de desconstruir a estrutura tradicional dos contos de fadas ao apresentar figuras históricas reais, especialmente aquelas "que podiam ter levado uma vida de princesa", mas optaram por não o fazer. Em outro artigo, María Morales e Giulietta Piantoni exaltaram a forma como Nadia lidou com os defeitos dos protagonistas e escreveram que, ao retratá-los como pessoas reais, tornou fácil a identificação dos leitores com eles. Rosangela Fernandes Eleutério, pesquisadora no Brasil, disse que a Coleção Anti-heróis, ao incluir homens que eram sensíveis e amáveis, serviu para minar produtivamente os estereótipos tradicionais da falta de emoção masculina.
Uma resenha da revista School Library Journal descreveu a ilustração de Pitu Saá como caracterizada por "cores vibrantes e brilhantes com contorno em preto", "frequentemente similar a histórias em quadrinhos", o que "intensifica a visão das personagens como heroínas fortes". Rosangela Eleutério afirmou que as ilustrações de Pitu Saá são cativantes e achou os trabalhos muito "divertidos, fáceis de ler" e encantadores tanto para as crianças quanto para os adultos.
Apesar da análise positiva de María Morales e Giulietta Piantoni, elas também afirmaram que ao optar por omitir alguns elementos negativos da vida de seus personagens (como o suicídio) ao mesmo tempo que expunha outros, Nadia foi incoerente com relação ao objetivo da série de tratar seus jovens leitores de  como maduros e capazes de lidar com tópicos delicados.

## Trabalhos
Todas as obras foram escritas por Nadia Fink, ilustradas por Pitu Saá e publicadas originalmente em espanhol.
| Número | Título                                          | Tema(s)                  | Ano de Lançamento | ISBN                   |
| ------ | ----------------------------------------------- | ------------------------ | ----------------- | ---------------------- |
| 1      | Frida Kahlo para chicas y chicos                | Frida Kahlo              | 2015              | ISBN 978-987-33-9158-3 |
| 2      | Violeta Parra para chicas y chicos              | Violeta Parra            | 2015              | ISBN 978-987-33-9159-0 |
| 3      | Juana Azurduy para chicas y chicos              | Juana Azurduy de Padilla | 2015              | ISBN 978-987-33-9157-6 |
| 4      | Clarice Lispector para chicas y chicos          | Clarice Lispector        | 2016              | ISBN 978-987-42-0190-4 |
| 5      | Gilda para chicas y chicos                      | Gilda                    | 2016              | ISBN 978-987-42-1305-1 |
| 6      | Alfonsina Storni para chicas y chicos           | Alfonsina Storni         | 2017              | ISBN 978-987-42-3388-2 |
| 7      | Evita para chicas y chicos                      | Eva Perón                | 2017              | ISBN 978-987-42-5955-4 |
| 8      | La abuela de plaza de mayo para chicas y chicos | Mães da Praça de Maio    | 2018              | ISBN 978-987-42-7104-4 |
| 9      | Susy Shock para chicxs                          | Susy Shock               | 2018              | ISBN 978-987-42-7487-8 |
| 10     | María Remedios del Valle para chicas y chicos   | María Remedios del Valle | 2019              | ISBN 978-987-47471-3-6 |
| 11     | Micaela García La Negra para chicas y chicos    | Micaela García           | 2020              | ISBN 978-987-47471-4-3 |

| Número | Título                                | Tema(s)          | Ano de Publicação | ISBN                   |
| ------ | ------------------------------------- | ---------------- | ----------------- | ---------------------- |
| 1      | Julio Cortázar para chicas y chicos   | Julio Cortázar   | 2015              | ISBN 978-987-33-9820-9 |
| 2      | Eduardo Galeano para chicas y chicos  | Eduardo Galeano  | 2016              | ISBN 978-987-42-0674-9 |
| 3      | Che Guevara para chicas y chicos      | Che Guevara      | 2016              | ISBN 978-987-42-2896-3 |
| 4      | Gauchito Gil para chicas y chicos     | Gauchito Gil     | 2017              | ISBN 978-987-42-5177-0 |
| 5      | Silvio Rodriguez para chicas y chicos | Silvio Rodriguez | 2020              | ISBN 978-987-47677-4-5 |
| 6      | Marcelo Bielsa para chicas y chicos   | Marcelo Bielsa   | 2020              | ISBN 978-987-84320-0-7 |

| Número | Título                                                                          | Tema(s) | Ano de Publicação | ISBN                   |
| ------ | ------------------------------------------------------------------------------- | --- | ----------------- | ---------------------- |
| 1      | Heroínas de la independencia: El origen ("Heroínas da independência: a origem") | Juana Azurduy de Padilla, Bartolina Sisa, Martina Chapanay, Victoria Romero, María Remedios del Valle, Micaela Bastidas                                       | 2016              | ISBN 978-987-42-2251-0 |
| 2      | Berta Cáceres, guardiana de los ríos ("Berta Cáceres, guardiã dos rios")        | Berta Cáceres e as demais apresentadas na primeira edição | 2017              | ISBN 978-987-42-4770-4 |
| 3      | Dandara: La rebelión esclava ("Dandara: a rebelião escrava")                    | Dandara, as lanceiras de Artigas, Juana Azurduy de Padilla, María Remedios del Valle                                                                          | 2019              | ISBN 978-987-47290-4-0 |
| 4      | Guerreras de la independencia ("Guerreiras da independência")                   | María Remedios del Valle, Martina Silva, Micaela Bastidas, Bartolina Sisa, Martina Céspedes, as lanceiras de Artigas, Juana Azurduy de Padilla, Manuela Sáenz | 2020              | ISBN 978-987-47677-3-8 |